# Cassiodorus
Cassiodorus, teljes nevén Flavius Magnus Aurelius Cassiodorus Senator (487 körül – 583 körül) ókori római államférfi és író, 514-ben consul, aki Nagy Theodorik keleti gót király udvarában szolgált. A Senator a neve része, nem a rangja. Egyesek az ókori irodalomhoz, mások a középkori irodalomhoz sorolják munkásságát.

## Élete
Scylletiumban született, a dél-itáliai Catanzaro közelében. Apjának, Szicília kormányzójának tanácsadójaként kezdte pályafutását, és már fiatalon nevet szerzett magának mint jogtudós. 500–507 közt quaestor sacri palatiiként dolgozott, 514-ben consulként szolgált, majd magister officiorum lett előbb Theodoric, majd kiskorú utóda és unokája, Athalaric uralkodása alatt. Cassiodorus pontos feljegyzéseket készített a hivatalos ügyekről. A gót udvarban nagyra tartották írói képességét, ezért amikor Ravennában járt, gyakran bízták rá fontos dokumentumok megfogalmazását. Pályafutása csúcsán Itália praetori prefektusa lett, vagyis gyakorlatilag a keleti gót kormányzat miniszterelnöke. Együttműködött I. Agapét pápával egy görög és latin szövegekből álló könyvtár felállításában, melyet egy római keresztény iskolához terveztek létrehozni.
James O’Donnell írása szerint:
„523-ban Boethius utódaként fogadott el előléptetést. Boethius, aki akkor kevesebb mint egy éve volt magister officiorum, kegyvesztetté vált, börtönbe került és később kivégezték. Mostohaapja és apósa, Symmachus, aki szintén köztiszteletben álló államférfi volt, egy éven belül követte. Mindez a Róma központú régi szenátori arisztokrácia és a ravennai gót uralom hívei közti egyre mélyülő szakadék eredménye volt. De aki Cassiodorus Variae-ját olvassa, az említést sem talál ezekről az eseményekről.” – Cassiodorus hivatalos levelei valóban nem említik Boethius halálát.
Athalaric 534 elején meghalt, és Cassiodorus pályafutásának hátralévő részében Itália bizánci újrahódításával és a keleti gótok dinasztikus intrikáival foglalkozott. Utolsó leveleit Vitigis keleti gót király király nevében írta. Cassiodorus utódját Konstantinápolyból nevezték ki. 537-38 közt elhagyta Itáliát és Konstantinápolyba ment, ahol csaknem húsz évig maradt, és vallási kérdésekkel foglalkozott. Találkozott Juniliusszal, Justinianus quaestorával.
Egész élete során megpróbálta áthidalni a kulturális törést, ami a 6. évszázadban szakadást okozott kelet és nyugat, a görög és a latin kultúra, rómaiak és gótok, katolikusok és ariánusok között. Institutiones című művében elismerően szól Dionysius Exiguusról, a keresztény időszámítás bevezetőjéről. Nyugalomba vonulása után a Ión-tenger partján lévő családi birtokán megalapította a Vivarium nevű monostort, írásaiban innentől vallással foglalkozott.

## A vivariumi monostor
Vivarium két főépületből állt, egy cenobita kolostorból és egy remetelakból a mai Santa Maria de Vetere területén (Squillace környékén). Így közösségben élő (cenobita) szerzetesek és remeték is élhettek itt. A Vivariumot, úgy tűnik, nem irányította olyan szigorú szabályrendszer, mint a bencés rendet, ehelyett Cassiodorus Institutiones című írása irányította a szerzetesek tanulmányait. Emiatt az Institutiones főleg olyan művekre összpontosít, amelyek valószínűleg megvoltak a monostor könyvtárában. Első része keresztény szövegekkel foglalkozik, és az Expositio Psalmorummal együtt volt használandó. A második kötet a bölcsészettudományokkal foglalkozik, görög és latin szövegeket ajánl. Ezek tanulásának megkönnyítésére másolással és fordítással foglalkozó scriptorium is létrejött a Vivariumban. Bár Cassiodorus bátorította a világi tárgyak tanulmányozását, Hippói Szent Ágostonhoz hasonlóan főként mint a teológia tanulmányozásának eszközét tekintette őket hasznosnak. Nagyban hozzájárult az ókori görög tudományos ismeretek fennmaradásához. A Vivarium könyvtára napjainkra elveszett, de ismert, hogy 630 körül még működött, amikor a szerzetesek idehozták Szent Agathiosz ereklyéit Konstantinápolyból. A szent tiszteletére egy forrás táplálta szökőkutas szentélyt építettek, ami ma is létezik.

## Oktatási filozófiája
Cassiodorus élete nagy részét annak szentelte, hogy előmozdítsa az oktatás ügyét a keresztény közösségben. Mikor nem került sor az általa javasolt római teológiai egyetem létrehozására, kénytelen volt felülvizsgálni hozzáállását ahhoz, hogyan tanulják meg és értelmezik a szövegeket. A Virae alapján látszik, hogy Szent Ágostonhoz hasonlóan Cassiodorus az olvasást az olvasó jellemét alakító cselekedetnek tartotta. Ezt szem előtt tartva hozta létre és tartotta fenn a Vivariumot, ami rengeteg olvasást és elmélkedést követelt meg. Az olvasnivalók sorrendjének kijelölésével azt a fegyelmet remélte kialakítani az olvasóban, ami szükséges ahhoz, hogy elsajátítsa a szerzetesi élet követelményeit. Az olvasmányok sorában A zsoltárok könyve volt az első; Cassiodorus úgy tartotta, a még gyakorlatlan olvasónak hasznos ezzel kezdenie, mert a mű az érzelmekre hat és a mulandó dolgokkal foglalkozik. Azt látva, milyen sűrűn jelentek meg a Zsoltárokhoz fűzött kommentárjainak példányai, feltételezhetjük, hogy oktatási tervét sikerrel alkalmazta.
Cassiodorus nemcsak az önfegyelem fejlesztését szorgalmazta tanítványaiban, a művészeteket is nagyra tartotta. Úgy vélte, minden művészet a Biblia által ihletett, ezért szükségesek a Szentírás teljes megértéséhez. A művészeteket triviumra (retorika, idiómák, szókincs, etimológia) és quadriviumra (aritmetika, geometria, zene és csillagászat) osztotta.

## Ókori kapcsolatok
Cassiodorusszal az ókori irodalom megőrzésére és kutatására tett törekvéseiben csak kortársa, Boethius vetélkedhet. A görög és római szerzők írásaiban azt értékelte, hogy képesek magasabb igazságokat közvetíteni ott is, ahol más művészetek nem. Bár ezeket a műveket a Bibliánál sokkal kevésbé tartotta értékesnek, a bennük szereplő igazságok alátámasztották az oktatással kapcsolatos elveit. Emiatt idézte Cicerót a Szentírás szövegei mellett, és emiatt ismerte el azt az ókori elméletet, hogy a retorika gyakorlása jó.
A görög és római szerzők iránti csodálata nagy hatással volt arra is, ahogy a Vivariumot irányította. Egyetértett az újplatonizmus keresztény értelmezésével, mely szerint a természet szépsége a jóból fakad. Emiatt oktatási programját úgy alakította, hogy a kolostor kéziratainak esztétikai kialakítására is jó hatással legyen. Erre már korábban is történtek törekvések, de nem volt általános.
A klasszikus művészetek és filozófia elfogadása nem kisebbítette a Biblia szerepét a kolostorban. A görög és római műveket alaposan átolvasták, hogy csak az kerüljön a tanítványok elé, ami beleillik a kialakult tanrendbe.

## Hatása
Cassiodorus hatása óriási, ha elsőre nem is szembetűnő. A Vivarium alapítása előtt a kéziratok másolását tapasztalatlan vagy gyenge testalkatú hívekre bízták, és az írástudó szerzetesek kénye-kedvére volt bízva. Cassiodorus hatásának köszönhetően kialakult a kolostorokban egy erőteljesebb és átfogóbb rendszer a kéziratok sokszorosítására. A szerzetesi életnek ezt a fejleményét különösen a német vallási intézmények vették át.
Ezt a változást magasabb céllal is összekapcsolták: a kódexmásolás már nemcsak a fegyelem fejlesztésének, hanem a történelem megőrzéséhez is eszköze lett. Cassiodorus idejében a teológiai tanulmányok már hanyatlásnak indultak és a klasszikus művek eltűnőben voltak. A győztes keleti gót törzsek seregei nagyban pusztították az itáliai vallási emlékeket. Cassiodorus hatásának köszönhető, hogy a klasszikus és a keresztény irodalom és oktatás is fennmaradt a középkorban.
Annak ellenére, hogy ekkora hatással volt a szerzetesi rendekre, az irodalomra és az oktatásra, Cassiodorus jelentőségét a történelem folyamán nem mindig ismerték el. A halálát követő évszázadokban a történetírók, köztük Beda, csak az egyház alig ismert támogatóját látták benne. Az ennél részletesebb leírások tele vannak hibákkal; a középkori tudósok leírásaikban gyakran eltévesztették Cassiodorus nevét, foglalkozását, lakóhelyét és még vallását is. Műveinek egyes fejezetei még más szövegekbe is átkerültek, ami azt sugallja, bár olvasták műveit, neve nem feltétlenül volt ismert.

## Kritikája
Azokat a műveit, melyek nem részei oktatási programjának, kritikus szemmel kell vizsgálni. Mivel az újonnan hatalomra jutó keleti gótok idejében dolgozott, egyes műveiben megváltoztat történelmi tényeket, hogy védje magát. Ugyanez elmondható elméleteiről is, melyek a békés elmélkedés és elkülönültség propagálásával szándékoltan fenyegetésmentesnek tűnnek.

## Művei
- Laudes (nyilvános alkalmakkor mondott beszédei, töredékek)
- Chronica (519-ig dolgozza fel a világ történelmét gót és római uralkodókat felsorolva; a vége felé a gótoknak kedvező fényben)
- Historia Gothorum (526–533), csak Jordanes kivonataiból ismert
- Variae epistolae (537), Theodorik hivatalos iratai. Editio princeps by M. Accurius (1533). Angol fordításban: Thomas Hodgkin: The Letters of Cassiodorus (1886); S.J.B. Barnish Cassiodorus: Variae (Liverpool: University Press, 1992) ISBN 0-85323-436-1
- Expositio psalmorum (Értekezés a zsoltárokról)
- De anima („A lélekről”) (540)
- Institutiones Divinarum et Saecularium Litterarum (543–555)
- De Artibus ac Disciplinis Liberalium Litterarum („A szabad művészetekről”)
- Codex Grandior (a Biblia egy változata)

## Magyarul megjelent művei
- A szabad művészetekről és tudományokról (ford. Élesztős László) IN: Az égi és a földi szépről – Források a későantik és a középkori esztétika történetéhez (közreadja Redl Károly), Gondolat Könyvkiadó, Budapest, 1988, ISBN 963-281-843-1, 158–163. o.
- Magyarázatok a Zsoltároskönyvhöz (ford. Élesztős László) IN: Az égi és a földi szépről, 163–179. o.